# Tevfik Baser
Tevfik Baser är en tysk-turkisk filmregissör född i Cankiri, Turkiet år 1951.
Hans mest berömda film är 40 m² Deutschland (1986) som tar upp problematiken med att komma till ett nytt land och de kulturkrockar som uppstår när en turkisk man försöker hålla sin fru borta från det nya samhället. Han vann pris för filmen vid Locarnos Internationella filmfestival.
Han har även regisserat två andra långfilmer, Abschied vom falschen Paradies (1989) och Lebewohl, Fremde (1991).